# Шренк, Карл фон
Карл фон Шренк (нем. Karl von Schrenck; 17 августа 1806, Веттерфельд, Верхний Пфальц — 10 сентября 1884, там же) — немецкий юрист, специалист по административному праву, баварский депутат.

## Биография
Карл фон Шренк — сын судьи и министра юстиции барона Себастьяна фон Шренк фон Нотцинга. По окончании школы учился в Ландсгутском университете, который в 1826 году был переведён в Мюнхен. После сдачи выпускных экзаменов поступил на государственную службу в Баварии. В 1846—1847 годах сменил отца на посту министра юстиции Баварии, в 1847 году некоторое время возглавлял министерство по делам церкви. Король Людвиг I отправил Шренка в отставку за то, что тот подписал меморандум против Лолы Монтес.
Во время революции 1848—1849 годов Шренк был избран делегатом на Франкфуртское национальное собрание. Он выступал против избрания короля Пруссии Фридриха Вильгельма IV германским императором. В 1866 году Шренк стал последним председателем бундестага Германского союза. В 1850—1859 годах Шренк служил послом Баварии в бундестаге.
В 1859—1864 годах Шренк занимал должность государственного министра королевского дома и внешних сношений и председателя Совета министров Баварии, а также государственного министра торговли и общественных работ. При короле Людвиге II в 1864—1866 годах Шренк вновь представлял Баварию в бундестаге. С февраля 1868 года до парламентских выборов 1871 года Шренк заседал в рейхстаге Северогерманского союза и тем самым в Таможенном парламенте. Во время Франко-прусской войны Шренк служил послом Баварии в Австро-Венгрии. В 1871 году вышел в отставку.